# لورين كون
لورين كون (بالإنجليزية: Lauren Cohn)‏ هي صحفية ومقدمة برامج إذاعية أمريكية، ولدت في 14 أبريل 1965.